# 西村俊樹
西村 俊樹.（にしむら としき、1994年5月26日 - ）は日本の男性声優。大阪府出身。Voice Total Promotion代表取締役社長。

## 来歴
青二塾大阪校卒業。以前は青二プロダクション、アクロスエンタテインメントに所属していた。

## 人物
資格・免許は普通中型免許、車両系建設機械（整地等）、玉掛け、小型移動式クレーン、伐木等作業従事者安全衛生特別教育修了。
趣味は映画鑑賞（年間約150本）、カラオケ、ドライブ、バスケットボール、筋トレ。
方言は大阪弁、河内弁。

## 出演

### テレビアニメ
2019年
- ちはやふる3（男子生徒、プロ棋士 他）

2020年
- アラド:逆転の輪（レジスタンスB）
- 恋とプロデューサー〜EVOL×LOVE〜（黒服）
- ちびまる子ちゃん（フレンチトースト）
- クレヨンしんちゃん（戦闘員）
- 名探偵コナン（鑑識、刑事 他）
- ONE PIECE（部下、侍、海賊 他）

2021年
- EX-ARM エクスアーム（ダリオ＝ゴルドーニ）

2022年
- ブッチギレ!（商人）

2023年
- 冒険者になりたいと都に出て行った娘がSランクになってた

### webアニメ
- TALES OF THE RAYS Everlasting Destiny（2019年、帝国兵）

### ゲーム
- カエル畑DEつかまえて 夏 千木良参戦!（妖怪A 他）
- 大三国志（2018年、周瑜）
- 食物語（2020年、蝦兵 他）
- ひめひび Another Princess Days 〜White or Black〜（2020年、生徒 他）
- FUSHO-浮生-（2021年、王福喜、銭加 他）
- 不機嫌な子閻魔王様 Relive（2022年、哪吒）
- Little Witch Nobeta（2022年、アーマー、行商人）
- 地球防衛軍6（2022年、兵士 他）
- Magical Atelier（2023年、オリバー・トウェイン）

### ドラマCD
- 元号男子2（野良猫）

### 吹き替え

#### 映画
- アップサイドダウン・マジック（寂しがる父）
- あるアスリートの告発（ダゲット）
- QUEEN&SLIME（男性店員）
- トレマーズ 地獄島（兵士）

#### ドラマ
- トゥルース・シーカーズ -俺たち、パラノーマル解決隊-（ビヨン）
- MANIFEST/マニフェスト シーズン3（男性ディスパッチ）
- リヴィエラ〜隠された真実〜（エンゾ・ジラール）

#### テレビ番組
- 9.11:アメリカを襲ったあの日の出来事（マーク・ビンガム）
- 史上最悪の地球の歩き方 シーズン11（ザック）

#### アニメ
- ハロー、ニンジャ! シーズン3（ピザ番人）

### ナレーション
- かみひとえ（コーナーナレーション）
- チャンネルNECO ラーメン刑事
- KEIRIN レジェンドエキシビションIII「中野浩一×井上茂徳」

### ボイスオーバー
- 1億3000万人のSHOWチャンネル
- 1周回って知らない話
- かみひとえ
- 五輪直前特番 今だから話します
- じゅん散歩ものコンシェルジュ
- ストーリーズ
- 7つの海を楽しもう!世界さまぁ〜リゾート
- 三沢エピローグ展示会

### CM
- Amazon Echo Buds
- カイクラ コンセプト動画（long version）
- Jabra×平野通信機材コラボCM（2020年）
- HITACHI ドラム式洗濯乾燥機 風アイロン
- リクナビNEXT
- Wow Talk

### 舞台
- 第49回朔太郎忌 月に吠えらんねえin前橋 朔くん×朔太郎 於：2021年7月 前橋テルサ（白、チューヤ、ミヨシ）
- TOKYO MX 開局25周年×青二プロダクション創立50周年 Symphonic Drama 火の鳥 〜黎明編〜於：2020年 舞浜アンフィシアター（群読）

### オーディオブック
- invert 城塚翡翠倒叙集（2022年、櫛笥隼人[7]）
- サトコさんとミナト君と猫のノリ（サトコ兄）

### その他コンテンツ
- はんなりラヂオプロデュース その11 はんなり☆夏語り〜久〜（徳太郎）
- BiSHショートムービー